# John Amos
John Amos, Jr. (Newark, 27 de dezembro de 1939 – Los Angeles, 21 de agosto de 2024) foi um ator e ex-jogador de futebol americano. 
Ficou conhecido na televisão em meados dos anos 70, em séries como The Mary Tyler Moore Show, Good Times, a minissérie Raízes, The West Wing e All About the Andersons de 2003 a 2004 juntamente com Anthony Anderson. Atuou também na Broadway e em diversos filmes, numa carreira que se estende por quatro décadas. Amos foi indicado para o Emmy e o NAACP Image Award. 

## Filmografia
Filmes
- Um Príncipe em Nova York 2 (2021)
- Dr. Dolittle 3 (2006)
- Countdown - Ataque Terrorista (2004)
- O pai do meu Bebê (2004)
- Sem Vestígios (2000)
- Ricochete (1991)
- Dois Olhos Satânicos (1990)
- Duro de Matar 2 (1990)
- Condenação Brutal (1989)
- Um Príncipe em Nova York (1988)
- Competição de Destinos (1985)

Séries
- The Mary Tyler Moore Show (1970 - 1977)
- Raízes (1977)
- Um Maluco no Pedaço (1995)
- The West Wing (1999 - 2006)
- Tudo sobre os andersons (2003 - 2004)
- Two and a half men (2010 - presente)